# Bruine cachalote
De bruine cachalote (Pseudoseisura lophotes) is een zangvogel uit de familie Furnariidae (ovenvogels).

## Verspreiding en leefgebied
Deze soort komt voor in het zuidelijke deel van Centraal-en zuidoostelijk Zuid-Amerika en telt twee ondersoorten:
- P. l. lophotes: zuidelijk Bolivia en westelijk Paraguay.
- P. l. argentina: noordelijk en centraal Argentinië, zuidoostelijk Brazilië en Uruguay.

## Status
De grootte van de populatie is niet gekwantificeerd maar de soort wordt omschreven als vrij algemeen. Op de Rode lijst van de IUCN heeft deze soort de status niet bedreigd.